# Északnyugati divízió (NHL)
Az Északnyugati divízió egy csoport az NHL Nyugati főcsoportjában. 1998-ban alakult meg.

## Jelenlegi csapatok
- Calgary Flames
- Colorado Avalanche
- Edmonton Oilers
- Minnesota Wild
- Vancouver Canucks

## Története

### 1997–1998-as változások
Az összes csapat a Csendes-óceáni divízióból jött.

### 1998–2000
- Calgary Flames
- Colorado Avalanche
- Edmonton Oilers
- Vancouver Canucks

### 1998–1999-es változások
A Minnesota Wild új csapatként belépett az NHL-be.

### 2000-jelen
- Calgary Flames
- Colorado Avalanche
- Edmonton Oilers
- Minnesota Wild
- Vancouver Canucks

## A divíziógyőztesek
| Szezon    | 1.                                  | 2.                                  | 3.                                  | 4.                                  | 5.                                  |
| --------- | ----------------------------------- | ----------------------------------- | ----------------------------------- | ----------------------------------- | ----------------------------------- |
| 1998–1999 | Colorado (98)                       | Edmonton (78)                       | Calgary (72)                        | Vancouver (58)                      |                                     |
| 1999–2000 | Colorado (98)                       | Edmonton (88)                       | Vancouver (83)                      | Calgary (77)                        |                                     |
| 2000–2001 | Colorado (118)                      | Edmonton (93)                       | Vancouver (90)                      | Calgary (73)                        | Minnesota (68)                      |
| 2001–2002 | Colorado (99)                       | Vancouver (94)                      | Edmonton (92)                       | Calgary (79)                        | Minnesota (73)                      |
| 2002–2003 | Colorado (105)                      | Vancouver (104)                     | Minnesota (95)                      | Edmonton (92)                       | Calgary (75)                        |
| 2003–2004 | Vancouver (101)                     | Colorado (100)                      | Calgary (94)                        | Edmonton (89)                       | Minnesota (83)                      |
| 2004–2005 | Nem volt szezon a NHL-lockout miatt | Nem volt szezon a NHL-lockout miatt | Nem volt szezon a NHL-lockout miatt | Nem volt szezon a NHL-lockout miatt | Nem volt szezon a NHL-lockout miatt |
| 2005–2006 | Calgary (103)                       | Colorado (95)                       | Edmonton (95)                       | Vancouver (92)                      | Minnesota (84)                      |
| 2006–2007 | Vancouver (105)                     | Minnesota (104)                     | Calgary (96)                        | Colorado (95)                       | Edmonton (71)                       |
| 2007–2008 | Minnesota (98)                      | Colorado (95)                       | Calgary (94)                        | Edmonton (88)                       | Vancouver (88)                      |
| 2008–2009 | Vancouver (100)                     | Calgary (98)                        | Minnesota (89)                      | Edmonton (85)                       | Colorado (69)                       |
| 2009–2010 | Vancouver (103)                     | Colorado (95)                       | Calgary (90)                        | Minnesota (84)                      | Edmonton (62)                       |
| 2010–2011 | Vancouver (117)                     | Calgary (94)                        | Minnesota (86)                      | Colorado (68)                       | Edmonton (62)                       |
| 2011–2012 | Vancouver (111)                     | Calgary (90)                        | Colorado (88)                       | Minnesota (81)                      | Edmonton (74)                       |
| 2012–2013 | Vancouver (59)                      | Minnesota (55)                      | Edmonton (45)                       | Calgary (42)                        | Colorado (39)                       |

- Zölddel azok vannak jelölve akik bejutottak a rájátszásba.

## Stanley-kupagyőztesek
1. 2001 – Colorado Avalanche

## Elnöki trófeagyőztesek
1. 2001 – Colorado Avalanche
2. 2011 – Vancouver Canucks
3. 2012 – Vancouver Canucks

## Divízió győzelmek száma
| Csapat             | # | Utolsó |
| ------------------ | - | ------ |
| Vancouver Canucks  | 7 | 2013   |
| Colorado Avalanche | 5 | 2004   |
| Calgary Flames     | 1 | 2006   |
| Minnesota Wild     | 1 | 2008   |
| Edmonton Oilers    | 0 |        |